# Region Stołeczny (Filipiny)

Mapa polityczna Regionu Stołecznego.

Region Stołeczny (Manila Metropolitan Area, fil. Kalakhang Maynila, Kamaynilaan lub ang. National Capital Region (NCR), fil. Pambansang Punong Rehiyon), w skrócie Metro Manila − w podziale administracyjnym Filipin jest to centralny region obejmujący stołeczne miasto  Manila wraz z 16 przyległymi miastami (faktycznie – dzielnicami Manili). W 2007 zamieszkiwało go 11 553 427 ludzi.
 Obecnie przedmieścia Manili rozprzestrzeniły się do ościennych Regionowi Stołecznemu prowincji (Laguna, Cavite, Rizal, Bulacan), razem z którymi populacja aglomeracji wynosi około 20 milionów osób. Metro Manila jest jedną z dwudziestu dużych aglomeracji Filipin.